# Carlota Petchamé
Carlota Petchamé Bonastre, née le 25 juin 1990, est une joueuse espagnole de hockey sur gazon.

## Carrière
Elle a disputé avec l'équipe d'Espagne de hockey sur gazon féminin les Jeux olympiques d'été de 2016. Elle termine quatrième de la Coupe du monde de hockey sur gazon féminin 2018.

## Famille
Elle est la cousine de Berta Bonastre et de Silvia Bonastre, toutes deux joueuses internationales de hockey sur gazon.